# Bhunya
Koordinaten: 26° 33′ S, 31° 1′ O
Bhunya ist ein Ort in Eswatini. Er liegt im Norden des Landes und gehört zur Region Manzini. Der Ort liegt etwa 960 Meter über dem Meeresspiegel im Highveld.

## Geographie
Bhunya liegt an einer Flussschlaufe des Maputo an der Mündung der Fernstraße MR18 in die MR19, die von Süden kommend nach Mhlambanyatsi im Norden verläuft. Die MR 18 verläuft nach Westen nach Usutu.
Im Ort gibt es eine große Fabrik von Montigny (NHR).

## Kultur
Im Süden des Ortes befindet sich die Bhunya Central High School. Außerdem gibt es Kirchen der Kingdom Hall of Jehovah’s Witnesses, der Bhunya Alliance Church und der Umusa Kakrestu Church in Zion Bhunya1 Branch.